# Contea di Routt
La contea di Routt (in inglese Routt County) è una contea dello Stato del Colorado, negli Stati Uniti. La popolazione al censimento del 2000 era di 19 690 abitanti. Il capoluogo di contea è Steamboat Springs.

## Città e comuni
- Hayden
- Oak Creek
- Steamboat Springs
- Yampa